# Pierre Armand Léopold de Guirard de Montarnal
 (mars 2021).
Pierre Armand Léopold de Guirard de Montarnal né le 17 octobre 1765 à Sénergues et mort le 13 juillet 1786 dans la baie des Français (actuelle baie Lituya, États-Unis) est un navigateur français.
Il fut membre de l'expédition de Lapérouse (1er août 1785 - 13 juillet 1786).

## Biographie

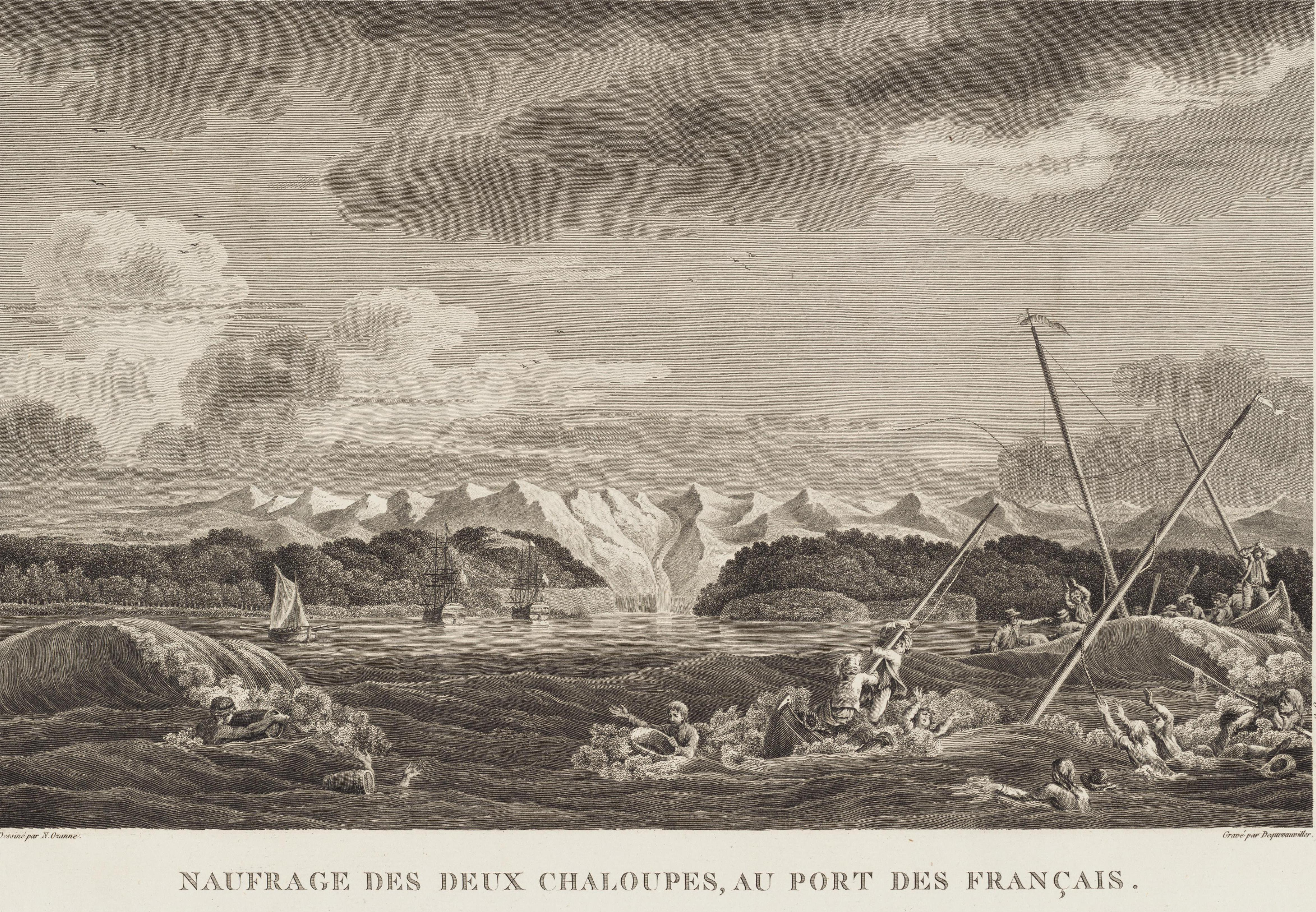
Le naufrage de deux chaloupes dans la baie des Français en 1786 coûte la vie à 21 personnes, dont Pierre Armand Léopold de Guirard de Montarnal.

Pierre Armand Léopold de Guirard de Montarnal est allié aux Resseguier, famille de la mère de Lapérouse. 
Il est garde de la Marine le 11 juillet 1781, puis enseigne de vaisseau le 26 juin 1785. Du 19 juin 1781 au 10 novembre 1781, il est embarqué sur le Robustepuis passe sur le Tourterelle. Du 3 novembre 1782 au 16 avril 1783, il est embarqué sur le Diadème, passé sur le Sceptre le 13 janvier 1783, désarmé à Brest. Du 6 mai 1783 au 24 octobre 1783, il est embarqué sur le Tiercelet, désarmé à Brest. Du 17 avril 1784 au 31 janvier 1785, il st embarqué sur la Nymphe, désarmé à Brest.
Le 11 juillet 1785 il embarque sur la Boussole dans l'expédition de Lapérouse pour explorer l'océan Pacifique. Le 13 juillet 1786, il se noie avec 20 autres marins dans le naufrage de deux chaloupes dans la baie des Français.